# خیابان تامانیان
خیابان تامانیان (ارمنی: Թամանյան Փողոց) یک پیاده‌راه در ایروان ارمنستان است.
این خیابان که ۲۰۰ متر طول متر از سمت شمال به کاسکاد ایروان متصل می‌شود و از مناطق گردشگری شهر ایروان محسوب می‌شود، نام این خیابان برگرفته از نام آلکساندر تامانیان معمار ارمنی است.

## نگارخانه

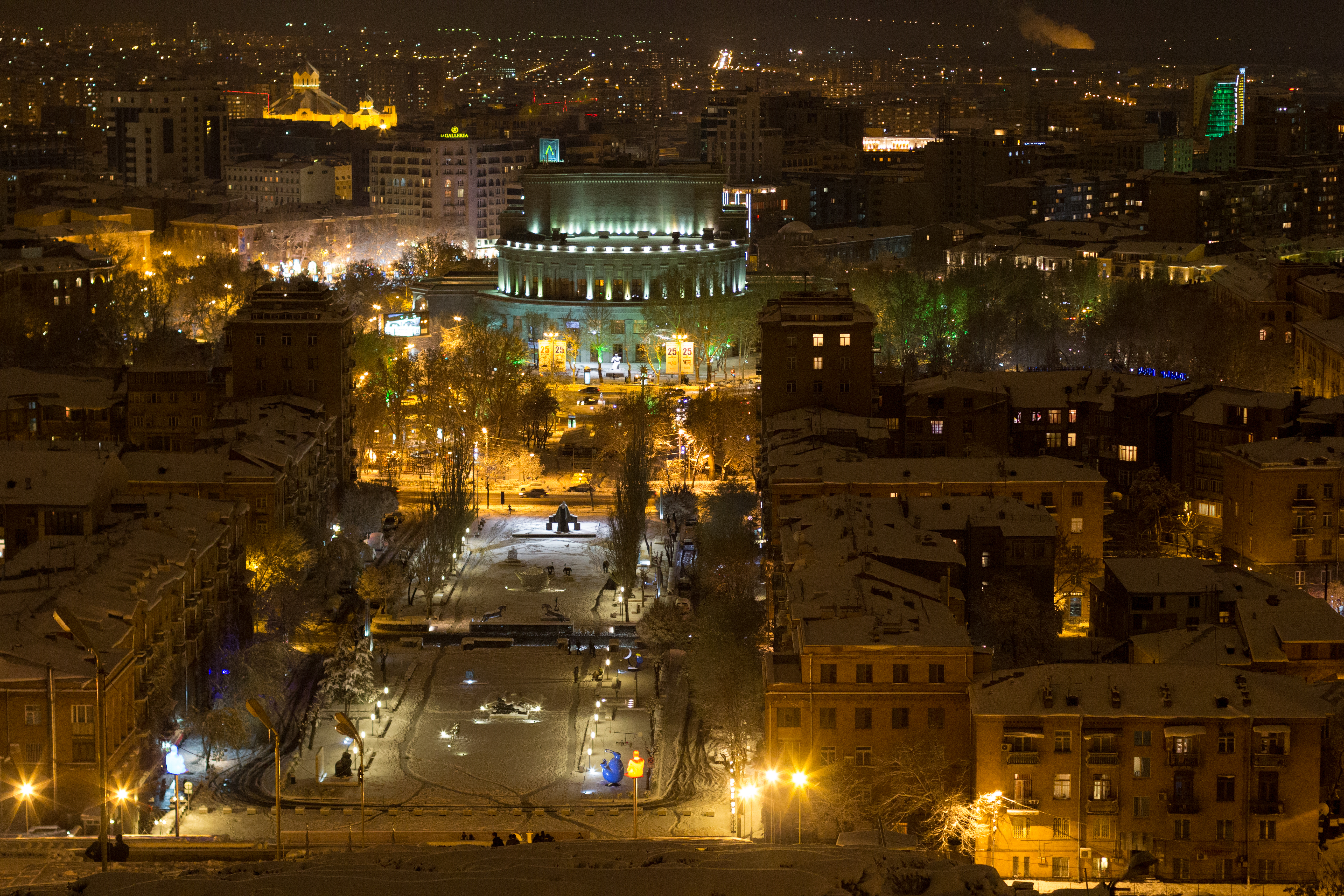
خیابان تامانیان در شب
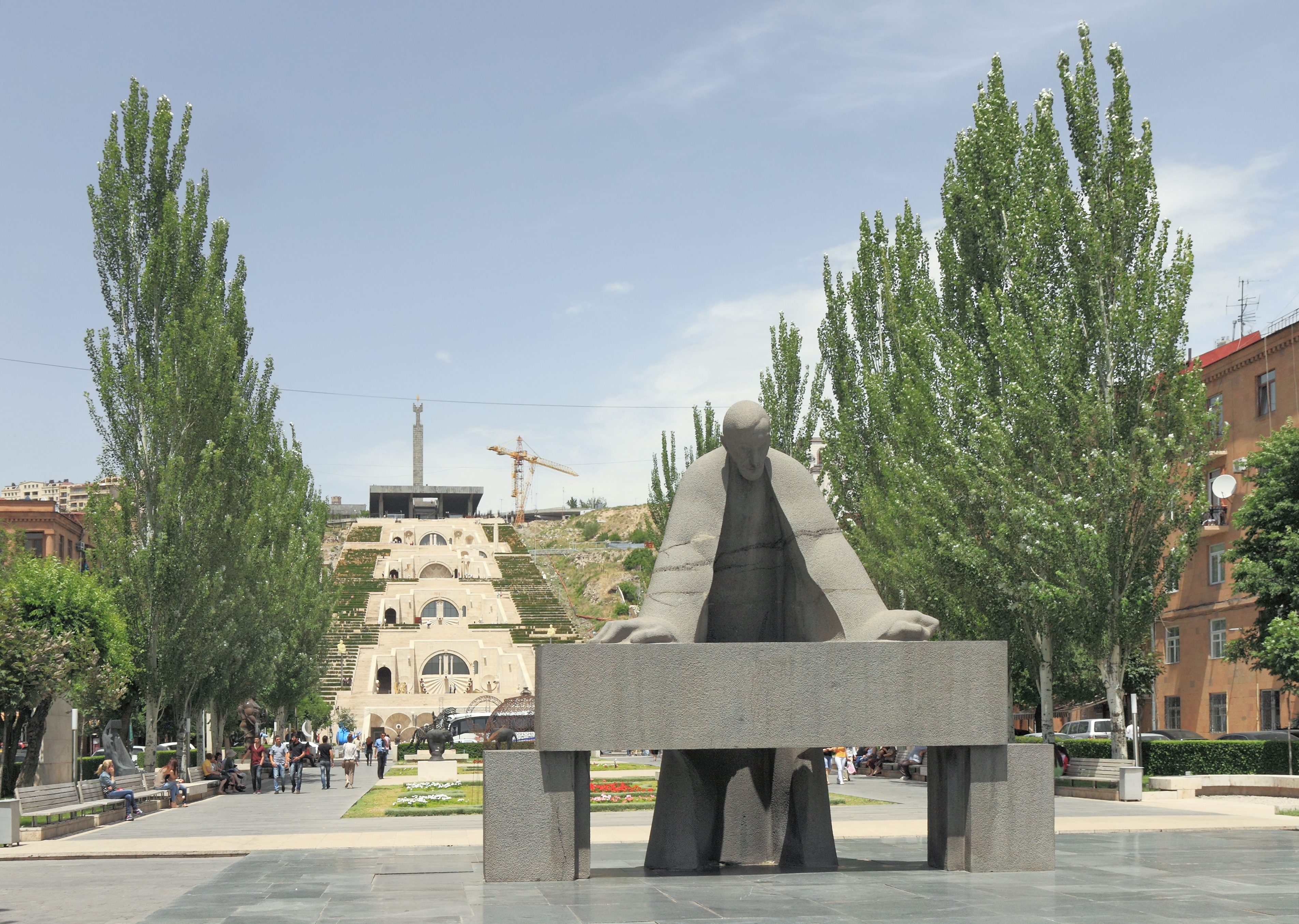
تندیس تامانیان در ورودی
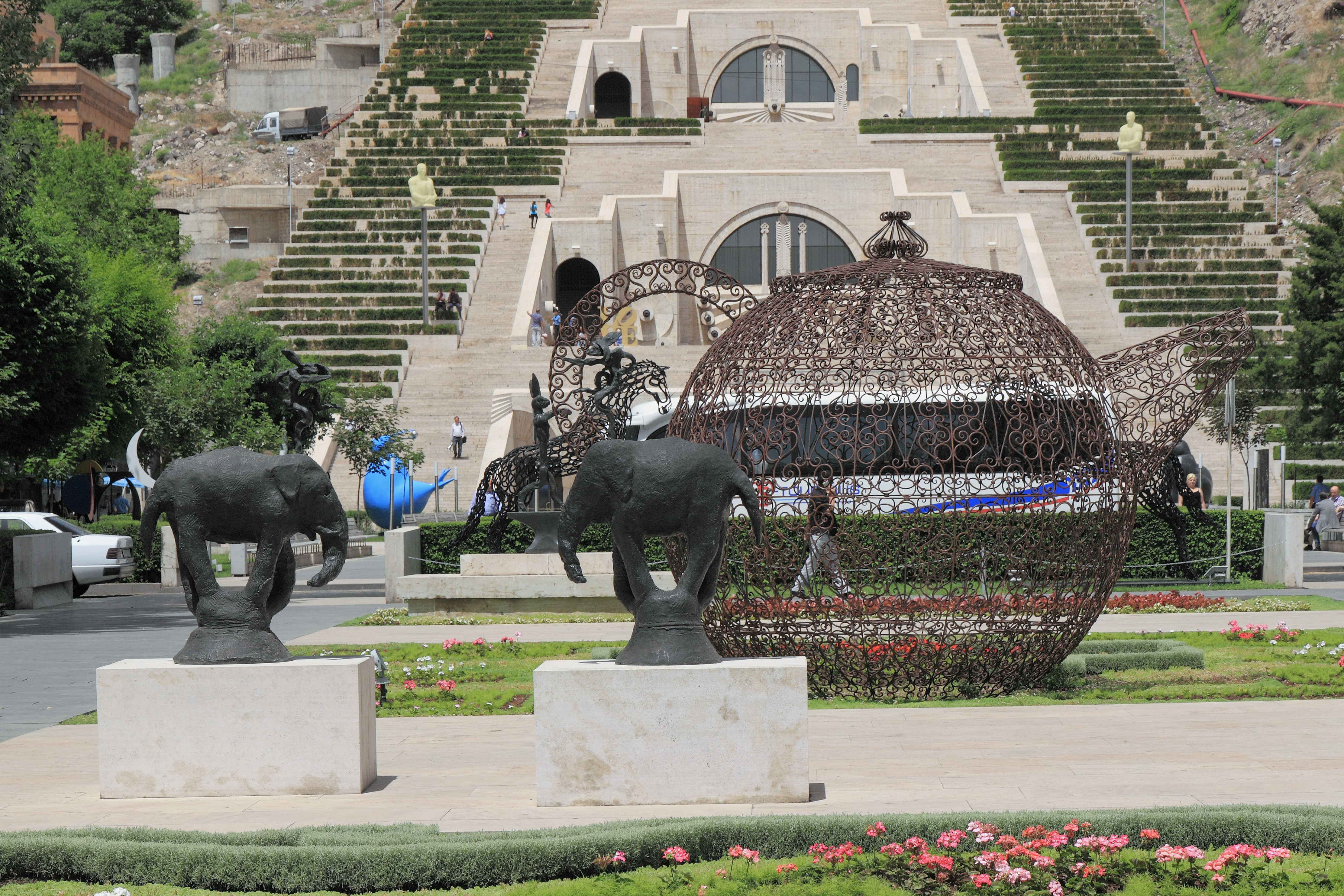
Artworks at the sculpture garden
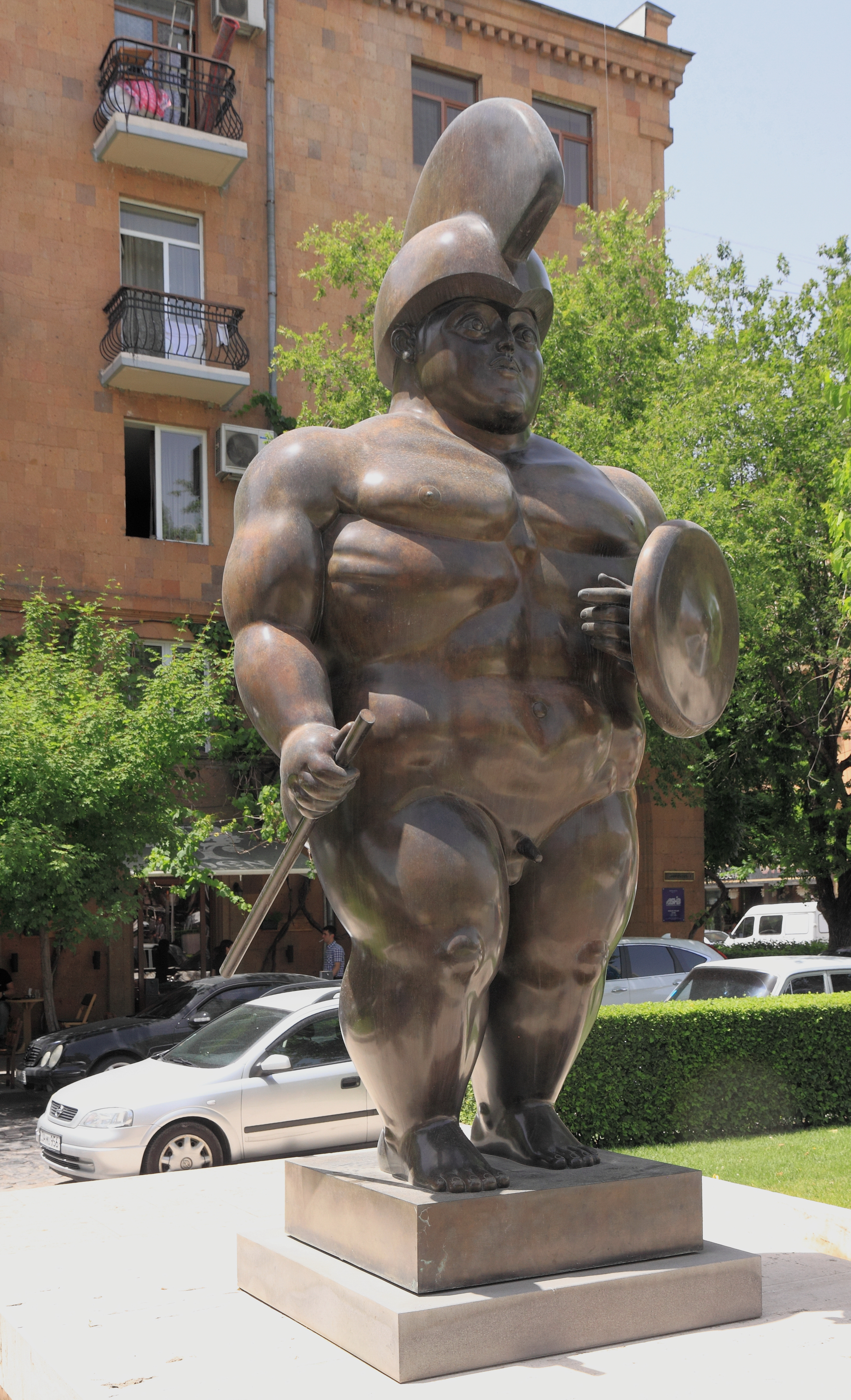
Botero's Roman Warrior Statue
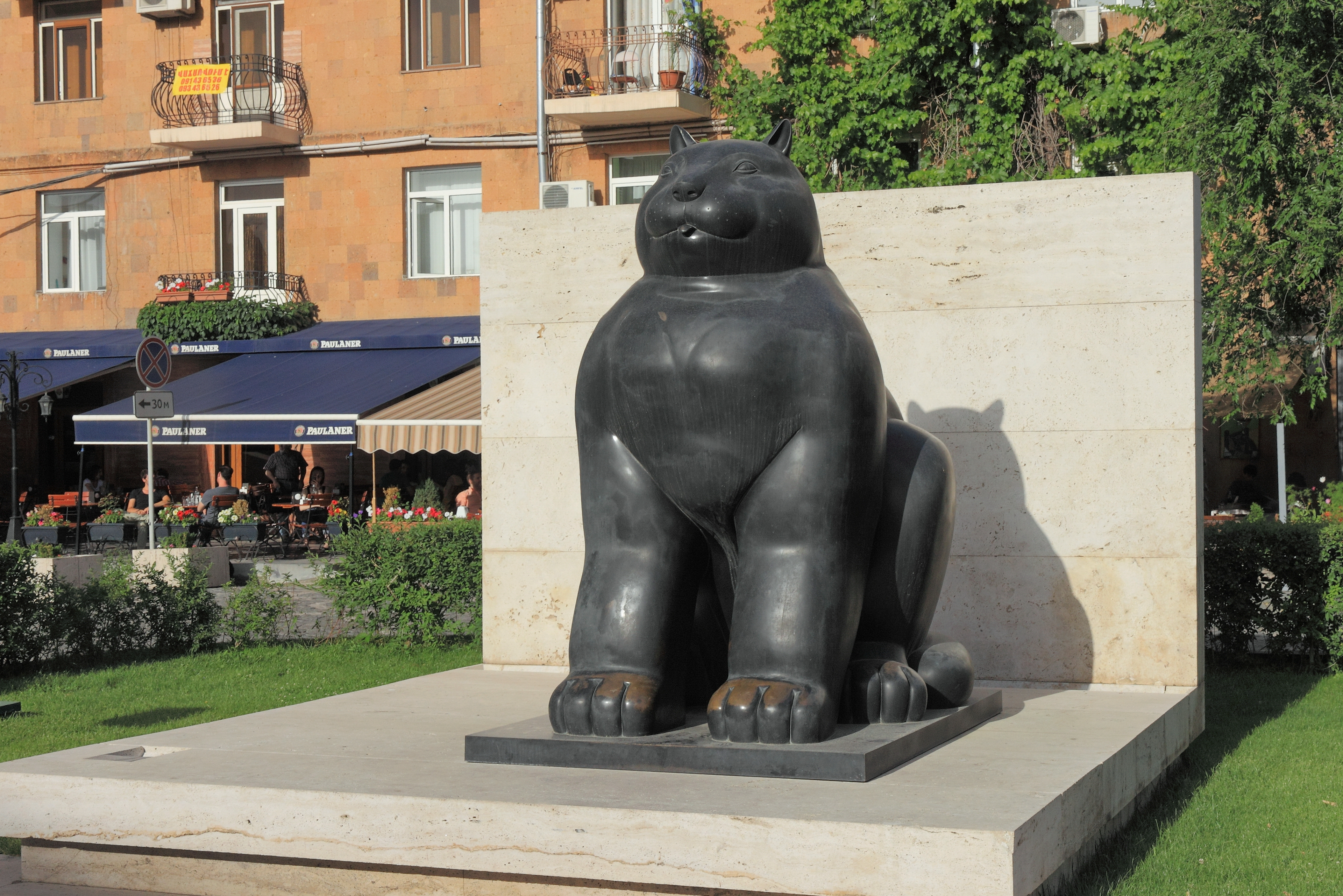
Botero's Cat